# Hyalinoecia camiguina
Hyalinoecia camiguina är en ringmaskart som beskrevs av Grube 1878. Hyalinoecia camiguina ingår i släktet Hyalinoecia och familjen Onuphidae. Inga underarter finns listade i Catalogue of Life.